# شون دينيسون
شون دينيسون (بالإنجليزية: Sean Denison) مواليد 26 أغسطس 1985 في ترايل، هو لاعب كرة سلة كندي. بدأ مسيرته الاحترافية في سنة 2007. يحمل الرقم 15. يبلغ طوله 6 قدم 11 بوصة (2.1 م). لعب مع نادي طوفاس الرياضي وإسبارن بريمرهافن.

## روابط خارجية
- شون دينيسون على موقع الاتحاد الدولي لكرة السلة (الإنجليزية)
- شون دينيسون على موقع كرة السلة الأوروبية.كوم (الإنجليزية)
- شون دينيسون على موقع كلية كرة السلة في سبورتس رفرنس.كوم (الإنجليزية)
- شون دينيسون على موقع ريلجم (الإنجليزية)
- شون دينيسون على موقع بروبوليرز (الإنجليزية)